# Замниусы
Замниусы (укр. Замниуси), село,
Сухининский сельский совет,
Богодуховский район,
Харьковская область.
Код КОАТУУ — 6320888107.
Присоединено к селу Скосогоровка в 1997 году .

## Географическое положение
Село Замниусы находится на правом берегу реки Сухой Мерчик.
На противоположном берегу и выше по течению расположено село Скосогоровка,
ниже по течению примыкает село Хорунжее.
Рядом проходит автомобильная дорога Т-2106.

## История
- 1997 — присоединено к селу Скосогоровка [1].